# Parlamento de Malloco
El Parlamento de Malloco se celebró entre el gobernador Juan Henríquez de Villalobos y los líderes de la mapuche en enero de 1671, en Malloco al suroeste de Santiago en Chile.

## Descripción
Una de las condiciones estipuladas en él fue que cada uno de los rehues mapuche quedaría bajo la vigilancia de un español con el título de capitán de amigos, que fueron a vivir con ellos para supervisar que los términos del acuerdo se mantuvieran. También, que debían tratar de civilizar a los mapuches. Estos actos de Funcionarios Públicos fueron sometidos a la inspección de un jefe superior, el Comisionado de las Naciones. Sin embargo, esta cláusula causará problemas durante muchas décadas.
Al año siguiente, en 1672, el toqui Ayllicuriche y otros dirigentes mapuches intentaron una revuelta para resistir estos términos. Pero no obtuvo mucho apoyo y la rebelión fue rápidamente aplastada, siendo Aillicuriche asesinado. En 1694, el toqui Millalpal incitaba a la rebelión por las actividades no autorizadas de Antonio Pedreros, el Comisionado de las Naciones. El Parlamento de Choque-Choque, celebrado por el gobernador Tomás Marín de Poveda, 1º marqués de Cañada Hermosa, lograron poner fin a la revuelta. Sin embargo, los abusos y las actividades de los capitanes de amigos acabaron por desencadenar el Levantamiento mapuche de 1723 dirigido eficazmente por el toqui Vilumilla. Esta rebelión pudo ser controlada a través del Parlamento de Negrete en 1726, que finalmente suprimió estos funcionarios.